# The Resistance (gioco)
The Resistance è un gioco di bluff in cui i giocatori tentano di dedurre le identità l'uno dell'altro. L'ambientazione del gioco è uno scontro immaginario tra un gruppo di resistenza che tenta di rovesciare un governo corrotto e le spie dello stesso governo infiltrate nel gruppo di resistenza. The Resistance adotta delle meccaniche leggermente diverse da giochi di stampo simile (come ad esempio Mafia e Secret Hitler), ed è stato concepito con l'intenzione di evitare l'eliminazione dei giocatori ed aumentare le informazioni disponibili per le decisioni dei giocatori.

## Gioco

### Svolgimento
All'inizio del gioco, a un terzo dei giocatori (arrotondato per eccesso) è assegnato segretamente e in maniera casuale il ruolo delle spie governative. A uno dei giocatori viene assegnato il ruolo di Leader. Le spie si conoscono l'una con l'altra, mentre i membri della Resistenza non conoscono i ruoli degli altri - l'unica cosa che sanno è quante spie ci sono. Per far sì che le spie si riconoscano tra loro, il Leader istruisce il gruppo dicendo di chiudere gli occhi, alle spie di riaprirli, riconoscersi e poi richiuderli, infine a tutti di riaprirli. I giocatori non devono mai rivelare la loro carta ruolo (a meno che non espressamente previsto dalle regole).
| Numero di giocatori: | 5 | 6 | 7 | 8 | 9 | 10 |
| -------------------- | - | - | - | - | - | -- |
| Resistenza           | 3 | 4 | 4 | 5 | 6 | 6  |
| Spie                 | 2 | 2 | 3 | 3 | 3 | 4  |

### Turni
Durante ogni turno del gioco, il giocatore alla sinistra del Leader precedente diventa il nuovo Leader. Il Leader sceglie un certo numero di giocatori da inviare in missione (il Leader può anche scegliere di partecipare alla missione), cominciando dalla Missione 1. Il tabellone riporta il numero richiesto di giocatori da mandare in missione. Tutti i giocatori discutono la scelta del Leader per poi votare se sono favorevoli o no al gruppo così formato. Se la maggioranza dei giocatori vota no oppure c'è un pareggio, il Leader cede il suo ruolo al giocatore alla sua sinistra. Dopo cinque proposte di missione rifiutate di fila, le spie vincono automaticamente la partita.
| Numero di giocatori: | 5 | 6 | 7  | 8–10 |
| -------------------- | - | - | -- | ---- |
| Missione 1           | 2 | 2 | 2  | 3    |
| Missione 2           | 3 | 3 | 3  | 4    |
| Missione 3           | 2 | 4 | 3  | 4    |
| Missione 4           | 3 | 3 | 4* | 5*   |
| Missione 5           | 3 | 4 | 4  | 5    |

Le missioni marcate con un asterisco richiedono due carte Fallimento perché la missione fallisca.
Una volta che il gruppo di missione trova l'approvazione da parte della maggioranza, i giocatori scelti per il gruppo votano segretamente giocando coperta una tra le carte Successo e Fallimento. Le carte giocate vengono mischiate e poi girate. Se tutte le carte riportano un Successo, la Resistenza guadagna un punto. Se anche una sola carta riporta un Fallimento (tranne che per la quarta missione da 7 a 10 giocatori, dove ne sono necessarie due), la missione fallisce e le spie guadagnano un punto.
Il gioco continua finché una fazione non raggiunge 3 punti.